# Jude Bellingham
Jude Victor William Bellingham (Stourbridge, 2003. június 29. –) Európa-bajnoki ezüstérmes angol válogatott labdarúgó, a Real Madrid játékosa.

## Pályafutása

### Klubcsapatokban

#### Birmingham City
Hétéves korában csatlakozott a Birmingham City akadémiájához, tizennégy éves korában pedig már az U18-as korosztályos csapatban játszott. 2018. október 15-én, a Nottingham Forest U23-as csapata ellen, tizenöt évesen mutatkozott be a nála nyolc évvel idősebbek korosztályos bajnokságában, csereként beállva, a 87. percben gólt szerezve. 2019 márciusáig tíz mérkőzésen háromszor volt eredményes a csapatban, miközben a FourFourTwo "az angol futball 50 legizgalmasabb tinédzserének" listájára is bevlasztotta és a felnőtt csapat kereténél is edzéslehetőséget kapott. 2019 márciusában bekerült a West Bromwich Albion elleni bajnokira utazó keretbe, de pályára ekkor még nem lépett.
2019 júliusában csatlakozott az első csapat keretéhez és részt vett az idényt megelőző portugáliai edzőtáborban. 2019. augusztus 6-án mutatkozott be tétmérkőzésen a Birmingham Cityben a Portsmouth elleni Ligakupa-találkozón, ahol kezdőként 80 percet játszott. Tizenhat évesen és harmincnyolc naposan ő lett a klub történetének legfiatalabb játékosa, megdöntve Trevor Francis 1970-es vonatkozó rekordját. A Birmingham Mail őt választotta a találkozó legjobbjának. Tizenkilenc nappal később az English Football League-ben is bemutatkozhatott a Swansea ellen, augusztus 31-én pedig a Stoke City elleni hazai Championship-találkozón is pályára lépett. Jefferson Montero sérülése után csereként állt be, majd ő szerezte csapata győztes találatát. Ezzel ő lett a klub történetének legfiatalabb gólszerzője tizenhat évesen és hatvanhárom naposan.
Ezt követően állandó játéklehetőséget kapott a felnőttek között, többnyire csereként, de többször a kezdőcsapatban is helyt kapott. 2019 novemberében őt választották a hónap fiatal játékosának a Championshipben. Edzője, Pep Clotet ebben az időszakban a középpálya széléről annak közepére vezényelte, mert mint egy nyilatkozatában említette, ott Bellingham képességei sokkal jobban érvényesülhetnek.
2020 januárjában számos nagy európai élklub érdeklődött iránta, az átigazolási időszak utolsó napján azonban nem sikerült megegyeznie a klubnak a 20 millió fontot ajánló Manchester Uniteddel. A koronavírus-járvány miatt félbeszakított szezon során Bellingham 32 bajnoki mérklőzésen lépett pályára, majd a Championship zárt kapuk mögötti folytatását követően 41 mérkőzéssel és négy góllal zárta első felnőtt idényét. Miután hivatalossá vált, hogy elhagyja a klubot, 22-es mezszámát visszavonultatták.

#### Borussia Dortmund
Szerződtetésére a Manchester United és a Borussia Dortmund mutatta a legnagyobb érdeklődést, végül a játékos utóbbi csapatot választotta, indoklása szerint azért, mert lenyűgözőnek tartotta, ahogy a németklub a fiatal játékosait mendzseli. A Sky Sports értesülései szerint a Borussia 25 millió fontért vette meg Bellingham játékjogát, aki így a legdrágább 17 éves labdarúgó lett.

#### Real Madrid
2023. június 7-én a Borussia Dortmund bejelentette, hogy közel áll a megegyezéshez a Real Madriddal a játékos eladásáról. A megegyezést a spanyol csapat jelentette be egy hivatalos közleményben egy héttel később. Ezzel az átigazolásával minden idők második legdrágább angol játékosa lett.
Augusztus 12-én játszotta első tétmeccsét az Athletic Bilbao elleni 2–0-s idegenbeli bajnokin, a 36. percben megszerezte a klub színeiben első találatát.

### A válogatottban
2016 decemberében debütált az angolok U15-ös korosztályos válogatottjában. 2018 végén már az eggyel idősebbek közt szerepelt, ahol hét mérkőzésen négy gólt szerzett és ő volt a csapatkapitány.
2019 szeptemberében mutatkozott be az U17-es válogatottban, majd 2020 márciusában meghívót kapott a 2020-as U17-es labdarúgó-Európa-bajnokság selejtező mérkőzéseire is. Szeptemberben a korosztály számára megrendezett Sellő-kupán, a Finnország ellen elért ötgólos hazai győzelem alkalmával ő szerezte csapata harmadik találatát. Az Ausztria ellen 4–2-re megnyert mérkőzésen szintén gólt szerzett, majd a lengyelek elleni döntetlennel az angolok megnyerték a tornát, Bellinghamet pedig a legjobb játékosnak is megválasztották.
2021-ben bekerült a felnőtt válogatott Európa-bajnokiságra nevezett 26 fős keretébe. A kontinenstornán az első csoportmérkőzésen csereként állt be a horvátok ellen 1–0-ra megnyert mérkőzésen, ezzel megdöntötte a holland Jetro Willems rekordját, és az EB-k történetének legfiatalabb játékosa lett.  Hat nappal később a lengyel Kacper Kozlowski 17 évesen és 246 naposan lépett pályára a spanyolok ellen, ezzel tovább javítva a vonatkozó rekordot.
A 2022-es világbajnokságon ő szerezte Anglia első gólját a tornán, Irán ellen.

## Magánélete
A West Midlands-i Stourbridge-ben született 2003. június 29-én. Édesapja, Mark Bellingham a helyi kapitányságon volt rendőr. Tanulmányait Edgbastonban, Birminghamben végezte. Öccse, Jobe Bellingham a Sunderland labdarúgócsapat tagja.

## Statisztika

### Klubcsapatokban
2025. január 3-i adatok alapján.
| Klub              | Szezon           | Bajnokság        | Bajnokság | Bajnokság | Országos kupa | Országos kupa | Ligakupa | Ligakupa | Nemzetközi | Nemzetközi | Egyéb | Egyéb | Összesen | Összesen |
| Klub              | Szezon           | Bajnokság        | P.        | Gól       | P.            | Gól           | P.       | Gól      | P.         | Gól        | P.    | Gól   | P.       | Gól      |
| ----------------- | ---------------- | ---------------- | --------- | --------- | ------------- | ------------- | -------- | -------- | ---------- | ---------- | ----- | ----- | -------- | -------- |
| Birmingham City   | 2019–2020        | Championship     | 41        | 4         | 2             | 0             | 1        | 0        | —          | —          | —     | —     | 44       | 4        |
| Borussia Dortmund | 2020–2021        | Bundesliga       | 29        | 1         | 6             | 2             | —        | —        | 10         | 1          | 1     | 0     | 46       | 4        |
| Borussia Dortmund | 2021–2022        | Bundesliga       | 32        | 3         | 3             | 0             | —        | —        | 8          | 3          | 1     | 0     | 44       | 6        |
| Borussia Dortmund | 2022–2023        | Bundesliga       | 31        | 8         | 4             | 2             | —        | —        | 7          | 4          | —     | —     | 42       | 14       |
| Borussia Dortmund | Összesen         | Összesen         | 92        | 12        | 13            | 4             | —        | —        | 25         | 8          | 2     | 0     | 132      | 24       |
| Real Madrid       | 2023–2024        | La Liga          | 28        | 19        | 1             | 0             | —        | —        | 11         | 4          | 2     | 0     | 42       | 23       |
| Real Madrid       | 2024–2025        | La Liga          | 15        | 7         | 0             | 0             | —        | —        | 6          | 1          | 2     | 0     | 23       | 8        |
| Real Madrid       | Total            | Total            | 43        | 26        | 1             | 0             | —        | —        | 17         | 5          | 4     | 0     | 65       | 31       |
| Karrier összesen  | Karrier összesen | Karrier összesen | 176       | 42        | 16            | 4             | 1        | 0        | 42         | 13         | 6     | 0     | 241      | 59       |

1. 1 2  Pályára lépések és gólok az UEFA-bajnokok ligájában
2. 1 2  Pályára lépések a német szuperkupában
3. ↑  Hat pályára lépés és egy gól az UEFA-bajnokok ligájában, illetve két pályára lépés és két gól az Európa-ligában

### A válogatottban
| Válogatott | Év       | Pályára lépések | Gól |
| ---------- | -------- | --------------- | --- |
| Anglia     | 2020     | 1               | 0   |
| Anglia     | 2021     | 9               | 0   |
| Anglia     | 2022     | 12              | 1   |
| Anglia     | 2023     | 5               | 1   |
| Anglia     | 2024     | 13              | 4   |
| Összesen   | Összesen | 40              | 6   |

#### Gólok
| # | Dátum                | Helyszín                        | Vál. | Ellenfél | Eredmény | Végeredmény | Kiírás                 | For.   |
| - | -------------------- | ------------------------------- | ---- | -------- | -------- | ----------- | ---------------------- | ------ |
| 1 | 2022. november 21.   | Hálifa, al-Rajján, Katar        | 18   | Irán     | 1–0      | 6–2         | 2022-es világbajnokság | [ 28 ] |
| 2 | 2023. szeptember 12. | Hampden Park, Glasgow, Skócia   | 26   | Skócia   | 2–0      | 3–1         | Barátságos             | [ 29 ] |
| 3 | 2024. március 26.    | Wembley Stadion, London, Anglia | 29   | Belgium  | 2–2      | 2–2         | Barátságos             | [ 30 ] |

## Sikerei, díjai
Borussia Dortmund
- Német kupagyőztes: 2020–2021[31]

Real Madrid
- Spanyol bajnok: 2023–24
- Spanyol szuperkupa: 2023–24
- UEFA-bajnokok ligája: 2023–24
- UEFA Szuperkupa : 2024

Anglia U17
- Syrenka-kupa: 2019[32]

Anglia
- Európa-bajnoki ezüstérmes: 2020[33]

Egyéni elismerései
- Birmingham City U15–16 – A szezon gólja: 2018[34]
- Birmingham City – Különleges eredmény-díj: 2018[34]
- Birmingham City – Az év fiatal játékosa: 2019–2020[35]
- Syrenka-kupa – A torna legjobb játékosa: 2019
- Championship – A hónap fiatal játékosa: 2019. november[36]
- EFL – Az év fiatal játékosa: 2019–2020[37]
- Championship – Az év újonca: 2019–2020[37]
- Bundesliga – A hónap újonca: 2020. szeptember[38]
- Bundesliga – A hónap gólja: 2021. október[39]
- Bundesliga – A szezon csapata: 2021–2022,[40] 2022–2023[41]
- Bundesliga – A szezon játékosa: 2022–2023[42]
- VDV Bundesliga – A szezon újonca: 2020–2021[43]
- VDV Bundesliga – A szezon csapata: 2021–2022,[44] 2022–2023
- Raymond Kopa-díj: 2023
- Goal NXGN: 2022[45]
- IFFHS – A világ legjobb fiatal férfi játékosa: 2022[46]
- Raymond Kopa-díj: 2023[47]